# Луцій Емілій Павло
Луцій Емілій Павло (лат. Lucius Aemilius Paullus) — давньоримський політик та воєначальник. Двічі був консулом: у 219 та 216 рр. до н. е.

## Біографія
Вперше обрано консулом у 219 р. до н. е., разом з Марком Лівієм Салінатором. Того ж року брав участь у другій Ілірійській війні, переміг Деметрія Фарського, який був змушений тікати до македонського царя Філіппа V. Після повернення до Риму нагороджено тріумфом. Згодом його, разом з другим консулом, звинуватили у несправедливому розподілі трофеїв, але потім виправдали.
За часів Другої Пунічної війни вдруге обрано консулом разом з Гаєм Терренцієм Варроном. Вони обидва командували римською армією у битві при Каннах 216 р. до н. е. Всупереч порадам Павла Варрон вирішив залучивши всі наявні сили дати бій, в якому римляни зазнали нищівної поразки. У цій битві Луцій Емілій Павел загинув, у той час як Варрон врятувався.
Луцій Емілій Павло був батьком Луція Емілія Павла Македонського та Емілії Терції, майбутньої дружини Сципіона Африканського.